# Ян Казімеж Замойський
Ян Казімеж Замойський (пол. Jan Kazimierz Zamoyski; бл. 1639 — 1692) — польський шляхтич, військовик та урядник Корони Польської Речі Посполитої. Представник роду Замойських гербу Єліта.

## Життєпис
Народився близько 1639 року. Наймолодший син чернігівського каштеляна Здзіслава Яна Замойського та його дружини — львівської хорунжанки Анни Лянцкоронської, доньки Миколая. 1685 року брав участь у війні з турками у Валахії, був поранений. Сеймом був призначений комісаром для владнання прикордонних конфліктів, кривд між жителями Руського воєводства та Угорщиною 1690 року. Мав ранг генерала найманого війська Корони. Посади (уряди): галицький каштелян (перебував на посаді принаймні 24 грудня 1682), белзький воєвода (номінований 20 грудня 1689, його наступником у 1691 році став Адам-Миколай Сенявський). Помер 1692 року.

### Сім'я
Дружина — Уршуля Калінська (померла після 1694 року[джерело?]), донька королівського ротмістра і сяніцького підчашого Якуба Калінського гербу Топор; її першим чоловіком був бецький каштелян Яцек Домбський. Відомостей про дітей в шлюбі немає, за Каспером Несецьким, помер, не залишивши нащадків.